# Pajama Party (film)
Pajama Party este un film SF, de comedie, american din 1964 regizat de Don Weis pentru American International Pictures. În rolurile principale joacă actorii Tommy Kirk, Annette Funicello, Elsa Lanchester, Jody McCrea.

## Prezentare
Gogo, un adolescent marțian, este trimis pe Pământ pentru a pregăti terenul pentru o invazie. Primul pământean cu care se întâlnește, mătușa Wendy, este o văduvă bogată, care are un magazin de haine pentru adolescenți. Nepotul ei, Big Lunk, este un tip iubitor de volei, care nu prea vrea să se îndrăgostească, lucru care provoacă frustrarea prietenei sale, Connie. Firește, Gogo se întâlnește cu Connie și se îndrăgostesc unul de celălalt. Între timp, vecinul mătușii Wendy și gașca sa inventează un sistem de a lua o parte din banii mătușii Wendy. De asemenea, banda locală de motocicliști vrea să se răzbune pe jucătorii de volei ... deoarece au găsit urme ale acestora pe plaja lor. Cumva, toate sub-scenariile filmului adună personajele la o petrecere în pijamale.

## Actori
- Tommy Kirk	este Go-Go
- Annette Funicello este Connie
- Elsa Lanchester este Aunt Wendy
- Harvey Lembeck este Eric Von Zipper
- Jesse White este J. Sinister Hulk
- Jody McCrea este Big Lunk
- Ben Lessy este Fleegle
- Donna Loren este Vikki
- Susan Hart este Jilda
- Bobbi Shaw este Helga
- Cheryl Sweeten este Francine
- Luree Holmes este Perfume Girl
- Dorothy Kilgallen este herself
- Candy Johnson este Candy
- Buster Keaton este Chief Rotten Eagle
- Dorothy Lamour este Head Saleslady
- Don Rickles este "Big Bang" the Martian
- Frankie Avalon este Socum
- Teri Garr este Pajama Girl
- Toni Basil este Pajama Girl